# Мончегорск (аэродром)
Мончегорск — военный аэродром в Мурманской области, расположенный в трёх километрах северо-восточнее города Мончегорск и в двадцати километрах от авиабазы Оленья. В советский период имел условное наименование Сургуч.
По состоянию на 2013 год на аэродроме дислоцирована авиагруппа 7000 авиационной базы (до 1 декабря 2010 года 6964 авиационная база; до 1 декабря 2009 года — 98 отдельный гвардейский Краснознамённый Висленский ордена Кутузова разведывательный авиационный полк — в/ч 81636), на вооружении которой состоят самолёты Су-24М, Су-24МР, МиГ-31БМ, а также вертолёты Ми-8.
3 декабря 2013 года авиагруппа переформирована в 98 отдельный гвардейский Краснознаменный Висленский ордена Кутузова смешанный авиационный полк.

## История
Во время войны на аэродроме базировался 17-й гвардейский штурмовой авиационный полк на самолётах Ил-2.
С 1955 по 1958 год на аэродроме базировался 95-й бомбардировочный авиационный полк 184 бомбардировочной авиадивизии 22 воздушной армии на Ил-28.
20 мая 1966 года на аэродроме Мончегорск была сформирована 67 отдельная авиационная эскадрилья на базе 2 самолётов дальнего радиолокационного обнаружения Ту-126 с радиолокационным комплексом «Лиана». Формирование было выполнено на основании директивы генштаба ВС СССР. В том же году, 10 ноября часть была перебазирована в город Шяуляй.
На аэродроме дислоцировались самолёты МиГ-31 174-го Гвардейского Краснознамённого Печенгского истребительного авиаполка имени дважды Героя Советского Союза Бориса Феоктистовича Сафонова.
1 сентября 2001 года 174 авиаполк был расформирован (Боевое Знамя полка и его почётные наименования не были переданы какой-либо строевой авиационной части). Самолёт МиГ-31 имени Б. Ф. Сафонова после расформирования полка передан, ныне расформированному, 458 Гвардейскому Полоцкому истребительному авиаполку, дислоцированному на аэродроме Савватия вблизи Котласа Архангельской области.